# Krauschwitz (Saksen-Anhalt)
Krauschwitz is een plaats en voormalige gemeente in de Duitse deelstaat Saksen-Anhalt en maakt deel uit van de gemeente Teuchern in de Landkreis Burgenlandkreis.
Krauschwitz telt 584 inwoners.

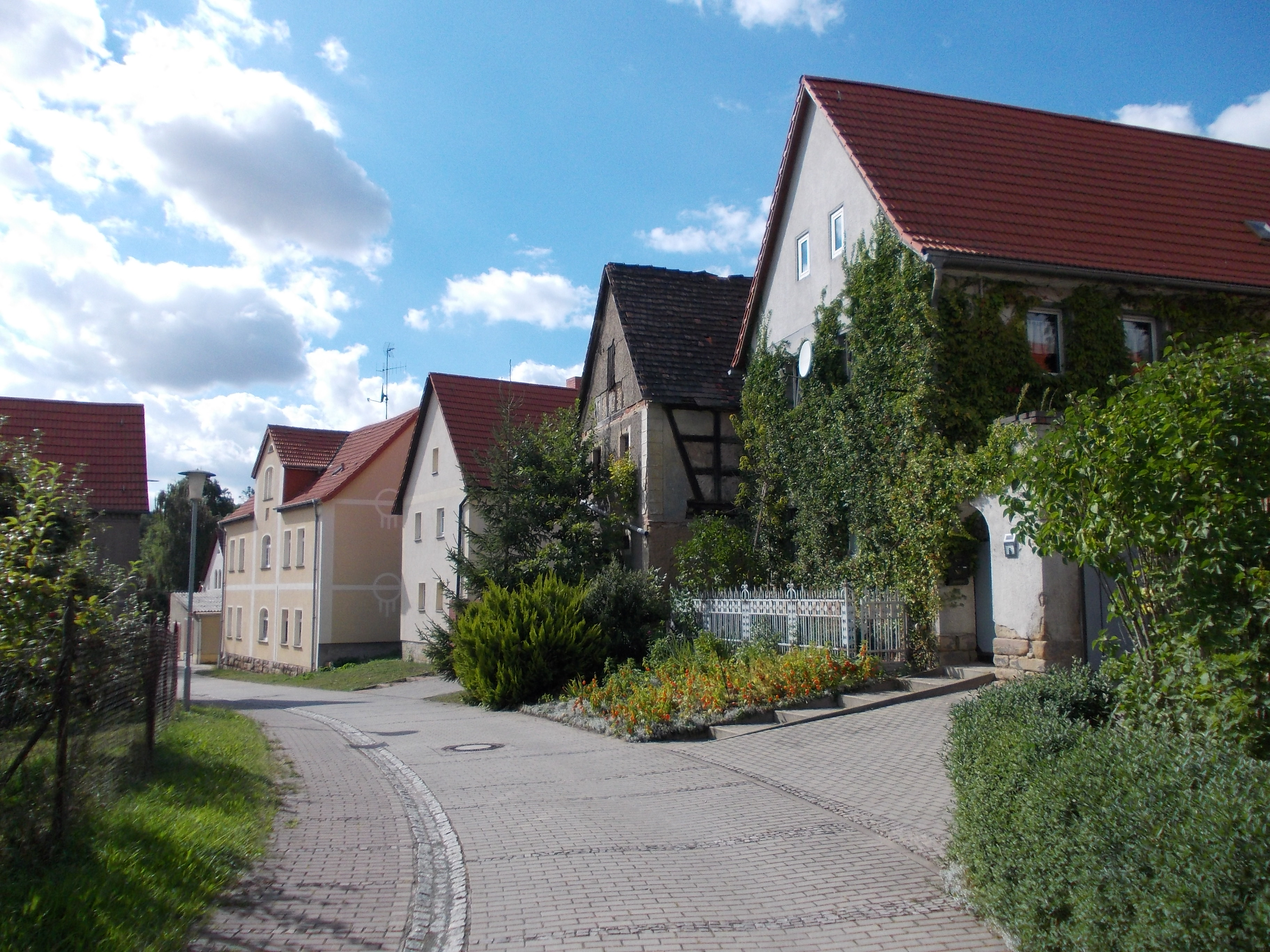
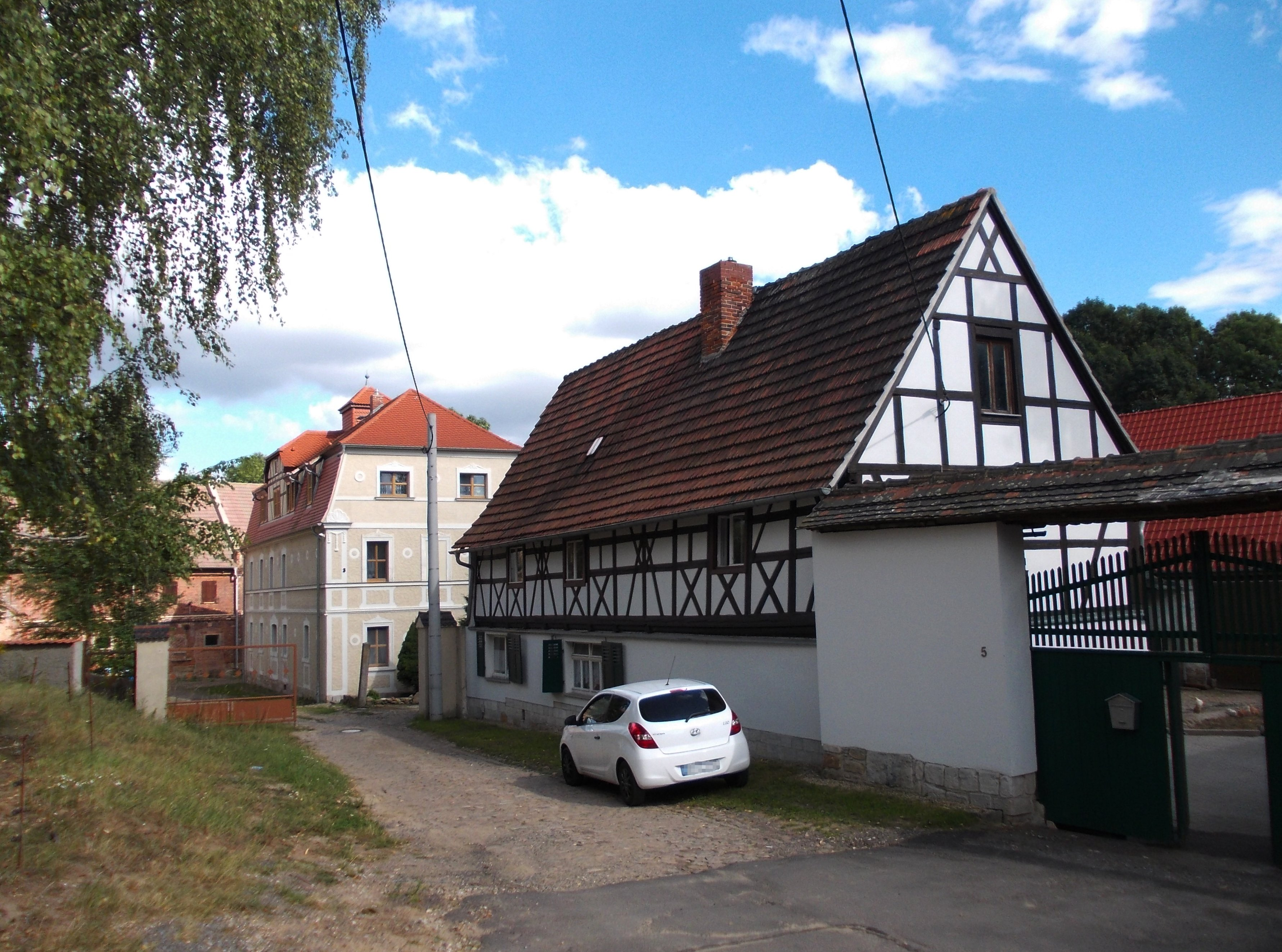
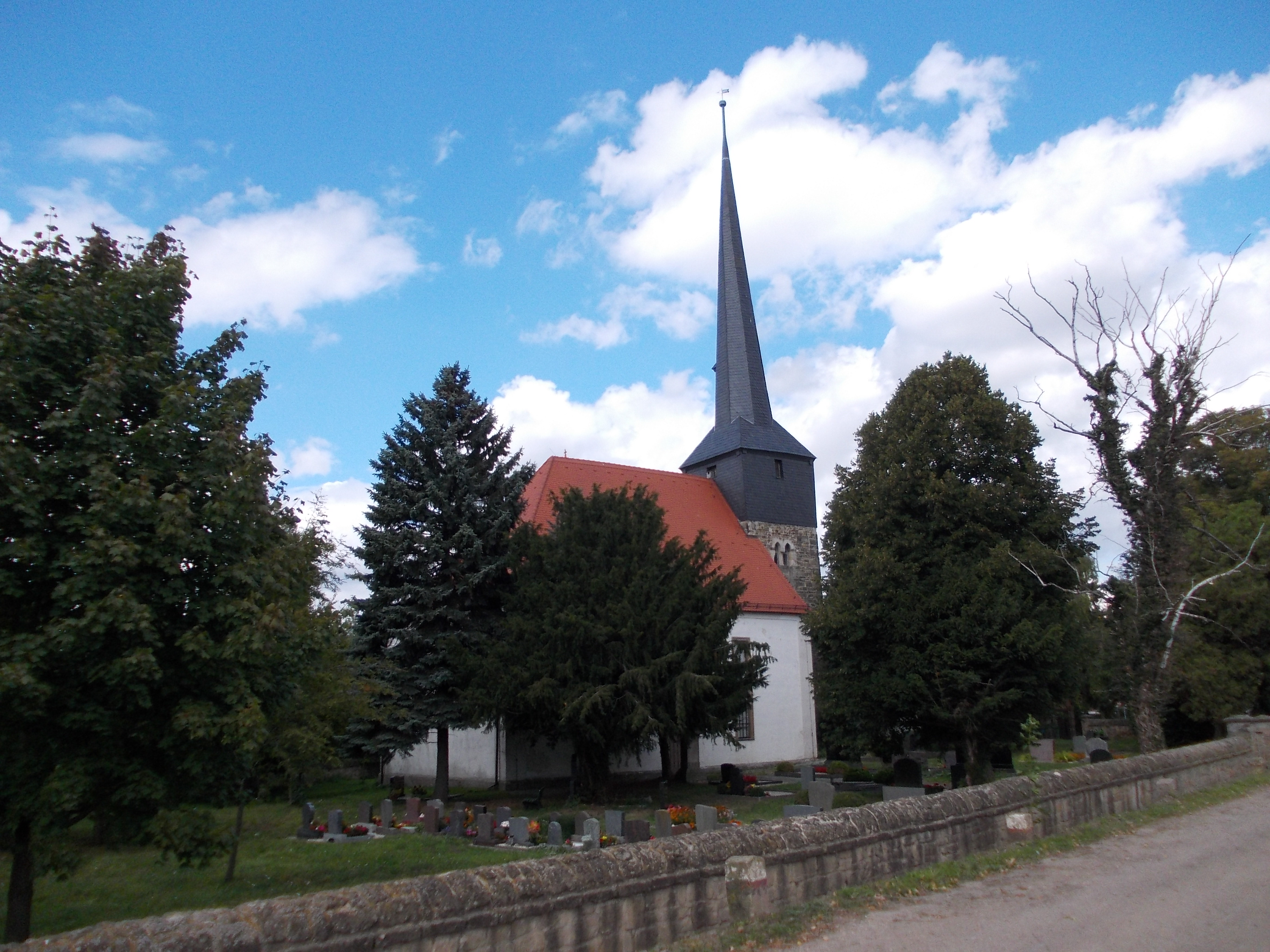

De voormalige gemeente Krauschwitz bestaat uit de plaatsjes Kistritz, Reußen, Krauschwitz en Krössuln.